# Marino (filho de Heráclio)
Marino (em latim: Marinus) foi um nobre, filho do imperador Heráclio (r. 610–641) e sua segunda esposa e sobrinha, a imperatriz Martina (r. 613–641) e irmão de Fábio, Heraclonas, Davi, Teodósio, Augustina, Febrônia e Martina. Em 4 ou 7 de janeiro de 638, numa cerimônia celebrada no Augusteu, foi coroado césar, ou talvez somente nobilíssimo segundo Walter Kaegi.
Na cerimônia, Davi foi coroado césar, e Heraclonas, Augustina e Martina foram coroados augusto e augusta. Essas coroações tinham como finalidade solidificar a dinastia reinante, porém não obtiveram o resultado esperado, trazendo mais controvérsia e ressentimento para o imperador. Marino foi derrubado, mutilado e exilado para Rodes com sua mãe Martina e seus irmãos em 641. Segundo João de Niciu, teve seu nariz cortado.